# 陝西村
陝西村是彰化縣秀水鄉的一個村。

## 教育

### 幼兒園
- 彰化縣私立小腳印幼兒園

### 國民小學
- 彰化縣立陝西國民小學

## 交通

### 公路
- 國道一號
- 縣道144甲線

### 街道
- 水尾巷
- 湳底巷
- 下厝巷

## 觀光、旅遊
- 陝西文物館

## 宮廟
- 烏面將軍廟

## 外部連結
- 黃潛龍. . 痞客邦. 2009-05-07  [2020-09-21]. （原始内容存档于2019-07-11） （中文（臺灣））.
- 台灣的陝西村－人民網 （页面存档备份，存于）